# Certosa di Maggiano
La certosa di Maggiano era un monastero ubicato a Siena, in località Maggiano. Oggi l'edificio è adibito ad albergo di lusso.

## Storia
La sua origine risale al 1316 su donazione del cardinal Riccardo Petroni, al fine di costituirne un luogo riservato alla meditazione e alla preghiera. Nel 1554 viene in parte incendiata e distrutta a causa della guerra franco-spagnola tra Imperatore Carlo V di Spagna ed Enrico II di Francia; prosegue la sua esistenza fino al 1782 quando il granduca di Toscana Leopoldo II decide di abbattere le diciassette celle dei frati ed alienare l'intera certosa, ad eccezione della chiesa. Infine, nel 1969, sotto proprietà di privati, la certosa viene interamente ristrutturata ad opera di Renzo Mongiardino, per poi divenire, alla fine degli anni settanta un albergo di lusso.